# Gueorgui Kroutikov
Gueorgui Tikhonovitch Kroutikov (4 avril 1899 - 3 mars 1958) fut un architecte et un artiste constructiviste russe, surtout connu pour son projet de ville volante.

## Œuvre (sélection)
- 1928 - La ville volante